# Hu-ha

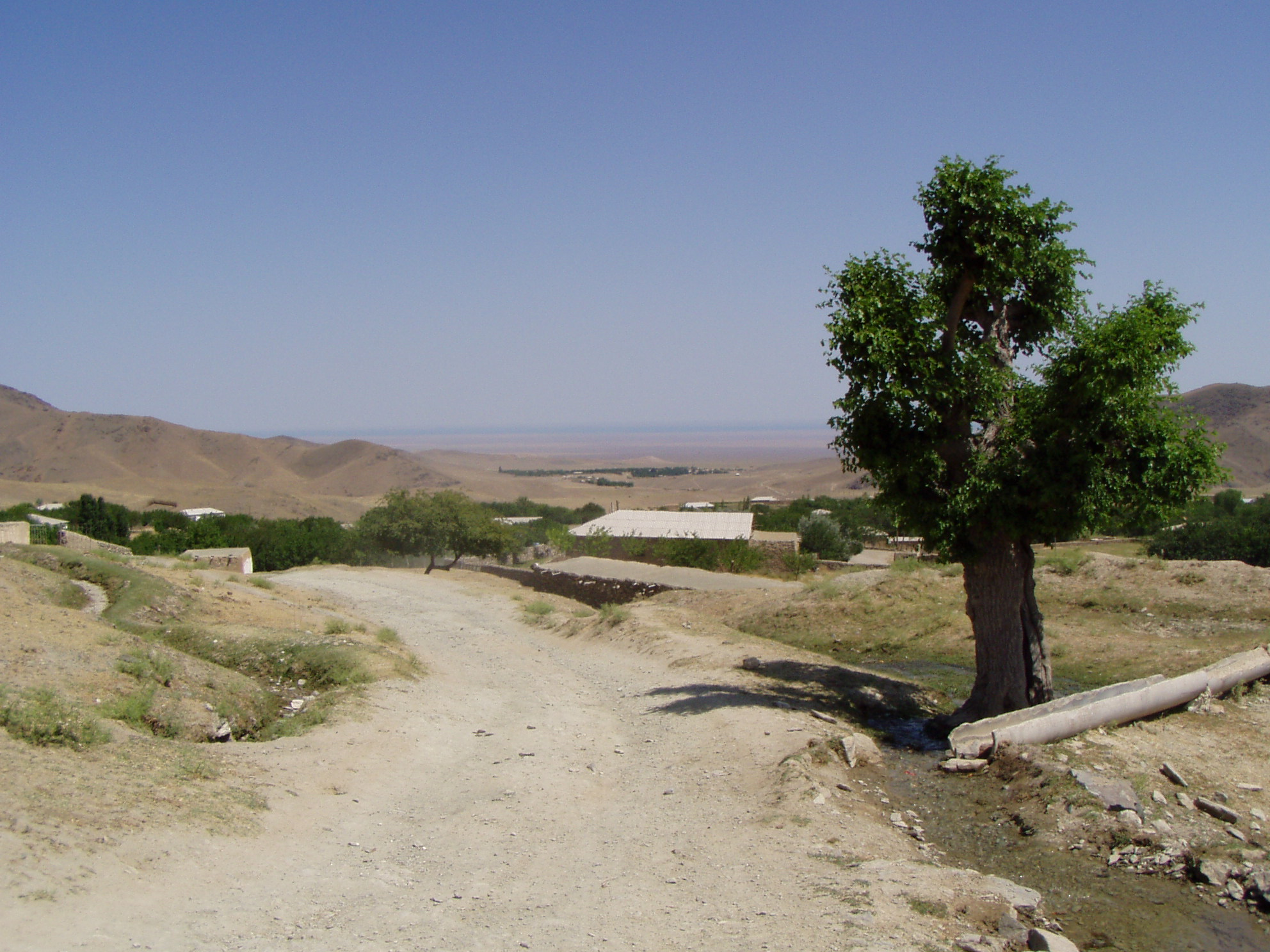
Krajobraz uzbecki - tło akcji

Hu-ha (ros. Гу-га) – powieść historyczna autorstwa kazachskiego pisarza Morisa Simaszko, pochodząca z 1987 (wydawnictwo Drużba Narodów, polskie wydanie - 1989 w tłumaczeniu Michała Jagiełły, Wydawnictwo MON).
Akcja powieści rozgrywa się podczas II wojny światowej. Głównym jej bohaterem jest Borys Tiraspolski (Борис Тираспольский) - pilot radzieckich sił zbrojnych, stacjonujący w jednej z baz na terenie Uzbekistanu. Za samowolne oddalenie się od jednostki (w sprawach miłosnych) zostaje skierowany na miesiąc do pieszej kompanii karnej - na front białoruski, gdzie uczestniczy w ciężkich walkach z Niemcami.
Powieść opisuje realia życia żołnierskiego, zarówno w lotnictwie wojskowym (na tyłach), jak i na froncie białoruskim, w kompanii karnej. Poruszane są także wątki z życia cywilnego, aprowizacji i gospodarki w czasach wojennych oraz komunikacji publicznej (kolej).
Dzieło zostało sfilmowane, a premiera odbyła się w kwietniu 1990 (reżyserem był Wilen Nowak).